# Забзалюк Роман Омелянович
Рома́н Омеля́нович Забзалю́к (нар. 18 липня 1960, місто Львів — 9 жовтня 2018) — український політик. Народний депутат України 5-го — 7-го скликань. Член партії ВО «Батьківщина», входить до Політради, голова Миколаївської обласної організації з липня 1999 року.

## Біографія
У 1977–1981 роках навчався у Львівському вищому військово-політичному училищі.
1981–1993 роки — служба на офіцерських посадах в збройних силах. Учасник бойових дій в Афганістані. 1985–1986 роки — заступник командира окремої розвідувальної роти спеціального призначення, був поранений. Звільнився зі Збройних Сил у грудні 1993 року в Миколаєві в званні майора. Володіє коричневим поясом з рукопашного бою. 1995 — засновник Миколаївської обласної організації «Південнобузька козацька паланка». Підполковник запасу. Нагороджений Орденом Червоної Зірки.
Організував і свого часу очолював ряд громадських об'єднань, у тому числі молодіжну організацію «Інтернаціоналіст», спортивний клуб «Молодіжний», добровільну народну дружину «Каскад», Південно-Бузьку козацьку паланку.
У 1995 році став одним із засновників Миколаївської організації "Союз миролюбних сил «Батьківщина», яка в 1999 році реорганізувалася в Миколаївську обласну організацію партії Всеукраїнське об'єднання «Батьківщина» (лідер — Юлія Тимошенко).
У 1999 році обирався до складу президії політичної ради партії. У тому ж році на II з'їзді партії був обраний першим заступником голови центральної контрольно-ревізійної комісії партії. Засновник і співредактор обласної громадсько-політичної газети «Наша Батьківщина». Протягом чотирьох років виконував обов'язки помічника-консультанта народних депутатів України, в тому числі Юлії Тимошенко.
За період 2001–2003 років обирався на посади голови обласного комітету Форуму національного порятунку, керівника обласного виборчого штабу «Блоку Юлії Тимошенко», був членом обласної ради координаційного комітету «Повстань, Україно!». Безпосередній організатор і учасник в Миколаївській області загальнонаціональних акцій «України без Кучми!», «Повстань, Україно!».
У період виборчої кампанії 2004 року виконував обов'язки довіреної особи кандидата на пост Президента України Віктора Ющенка, був членом обласного комітету коаліції «Сила народу», першим заступником керівника Миколаївського обласного Комітету національного порятунку. За активну і професійну діяльність відзначений подякою Президента України Віктора Ющенка.
У 2005 році обіймав посади начальника Головного управління з питань надзвичайних ситуацій та у справах захисту населення від наслідків Чорнобильської катастрофи Миколаївської обласної державної адміністрації, а також радника Прем'єр-міністра України Юлії Тимошенко. Був депутатом Миколаївської обласної ради.

## Парламентська діяльність
Народний депутат України 5-го скликання з 25 травня 2006 до 12 червня 2007 від «Блоку Юлії Тимошенко», № 49 в списку. На час виборів: голова Миколаївської обласної організації партії ВО «Батьківщина», член партії ВО «Батьківщина». Член фракції «Блок Юлії Тимошенко» (з травня 2006). Член Комітету з питань боротьби з організованою злочинністю і корупцією (з липня 2006). 12 червня 2007 достроково припинив свої повноваження під час масового складення мандатів депутатами-опозиціонерами з метою проведення позачергових виборів до Верховної Ради України.
Народний депутат України 6-го скликання з 23 листопада 2007 до 12 грудня 2012 від «Блоку Юлії Тимошенко», № 34 в списку. На час виборів: тимчасово не працював, член партії ВО «Батьківщина». Член фракції «Блок Юлії Тимошенко» (з листопада 2007), заступник голови (з лютого 2012). Член Комітету з питань боротьби з організованою злочинністю і корупцією (грудень 2007 — липень 2009), голова підкомітету з питань контролю за дотриманням законодавства у сфері боротьби з організованою злочинністю і корупцією органами державної влади та місцевого самоврядування Комітету з питань боротьби з організованою злочинністю і корупцією (з липня 2009).
Народний депутат України 7-го скликання з 12 грудня 2012 до 27 листопада 2014 від ВО «Батьківщина», № 31 в списку. На час виборів: народний депутат України, член партії ВО «Батьківщина». Член фракції ВО «Батьківщина» (з грудня 2012). Заступник голови Комітету з питань національної безпеки і оборони (з грудня 2012).

## Викриття підкупу депутатів
23 грудня 2011 року Забзалюк вийшов зі складу фракції «БЮТ-Батьківщина», а 10 січня 2012 увійшов до складу депутатської групи «Реформи заради майбутнього». Проте 8 лютого він заявив, що його перехід був формальним, і що він отримав за нього 450 тисяч доларів від Ігоря Рибакова. Він оприлюднив аудіозаписи, на яких чутно голоси, схожі на Забзалюка і Рибакова.

## Смерть
Роман Забзалюк помер 9 жовтня 2018 року від раку.

## Державні нагороди
За активну громадсько-політичну діяльність відзначений високими державними нагородами: орденом «За заслуги» ІІІ ступеня від Президента України (23 червня 2009), відзнакою «За боротьбу з корупцією та організованою злочинністю» від Служби Безпеки України, відзнакою «Закон і Честь» від Міністерства внутрішніх справ України, відзнакою «За доблесть і честь» І ступеня від ГУБОЗ МВС України, а також за активну суспільну діяльність Українська православна церква нагородила Романа Забзалюка орденом Володимира Великого ІІІ ступеня та орденом Святого Миколая Чудотворця.